# Diego Godín
Diego Roberto Godín Leal (wym. [ˈdjeɣo ɣoˈðin]; ur. 16 lutego 1986 w Rosario) – urugwajski piłkarz, który występował na pozycji obrońcy. Posiada również obywatelstwo hiszpańskie.

## Kariera klubowa
Pierwszym klubem Godína w piłkarskiej karierze był zespół Cerro ze stolicy Urugwaju, Montevideo. W 2003 zadebiutował w jego barwach w urugwajskiej Primera División, ale w pierwszym sezonie rozegrał dwa spotkania w lidze. W 2004 wystąpił już w 14 spotkaniach, a w 2005 w 17, w których zdobył 6 bramek w Primera División. Tyle samo trafień zaliczył także w sezonie 2005/2006. Latem 2006 zmienił barwy klubowe i przeniósł się do jednego z czołowych klubów w kraju, Nacionalu. W Nacionalu grał przez rok, ale nie odniósł większych sukcesów i po rozegraniu 26 spotkań odszedł z klubu.
Latem 2007 Diego trafił do Europy. Za kwotę 800 tysięcy euro Urugwajczyk trafił do hiszpańskiego Villarrealu, do którego ściągnął go chilijski szkoleniowiec Manuel Pellegrini. W Primera División Godín zadebiutował 26 września w wygranym 2:0 wyjazdowym meczu z Racingiem Santander. Natomiast dwa tygodnie później strzelił pierwszego gola w Hiszpanii, jednak „Żółta Łódź Podwodna” uległa 2:3 Osasunie. W Villarrealu Diego często występował w pierwszym składzie tworząc parę środkowych obrońców z Pascalem Cyganem lub Gonzalo Rodríguezem. Na koniec sezonu 2007/2008 wywalczył wicemistrzostwo Hiszpanii.
W 2010 przeszedł do Atlético Madryt, gdzie spędził dziewięć lat osiągając największe sukcesy, dwukrotnie występując w finale Ligi Mistrzów (2014 i 2016). Od 2019 grał kolejno w Interze Mediolan, Cagliari, Atlético Mineiro i Velez Sarsfield.
W lipcu 2023 ogłosił, że zakończył swoją karierę piłkarską.
| Sezon   | Klub            | Kraj      | Rozgrywki                 | Mecze | Bramki |
| ------- | --------------- | --------- | ------------------------- | ----- | ------ |
| 2003    | CA Cerro        | Urugwaj   | Primera División Uruguaya | 2     | 0      |
| 2004    | CA Cerro        | Urugwaj   | Primera División Uruguaya | 14    | 0      |
| 2005    | CA Cerro        | Urugwaj   | Primera División Uruguaya | 17    | 1      |
| 2005/06 | CA Cerro        | Urugwaj   | Primera División Uruguaya | 30    | 5      |
| 2006/07 | Nacional        | Urugwaj   | Primera División Uruguaya | 26    | 0      |
| 2007/08 | Villarreal CF   | Hiszpania | Primera División          | 24    | 1      |
| 2008/09 | Villarreal CF   | Hiszpania | Primera División          | 31    | 0      |
| 2009/10 | Villarreal CF   | Hiszpania | Primera División          | 36    | 3      |
| 2010/11 | Atlético Madryt | Hiszpania | Primera División          | 25    | 0      |
| 2011/12 | Atlético Madryt | Hiszpania | Primera División          | 27    | 2      |
| 2012/13 | Atlético Madryt | Hiszpania | Primera División          | 35    | 1      |
| 2013/14 | Atlético Madryt | Hiszpania | Primera División          | 34    | 4      |
| 2014/15 | Atlético Madryt | Hiszpania | Primera División          | 34    | 3      |
| 2015/16 | Atlético Madryt | Hiszpania | Primera División          | 31    | 1      |
| 2016/17 | Atlético Madryt | Hiszpania | Primera División          | 31    | 3      |
| 2017/18 | Atlético Madryt | Hiszpania | Primera División          | 30    | 0      |
| 2018/19 | Atlético Madryt | Hiszpania | Primera División          | 30    | 3      |

## Kariera reprezentacyjna
W reprezentacji Urugwaju Godín zadebiutował 26 października 2005 w przegranym 1:3 towarzyskim spotkaniu z Meksykiem. Od czasu debiutu stał się podstawowym obrońcą kadry narodowej, dla której w maju 2006 zdobył swojego pierwszego gola w karierze, w zremisowanym 1:1 sparingu z Serbią i Czarnogórą. W 2007 został powołany przez selekcjonera Óscara Tabáreza do kadry na Copa América 2007, na którym zajął z „Celestes” 4. pozycję. 4. miejsce Godín zajął także na Mistrzostwach Świata 2010 w RPA, gdzie Urugwajczycy przegrali w meczu o brązowy medal z Niemcami 2:3.

## Sukcesy

### Atlético Madryt
- Mistrzostwo Hiszpanii: 2013/2014
- Puchar Króla: 2012/2013
- Superpuchar Hiszpanii: 2014
- Liga Europy UEFA: 2011/2012, 2017/2018
- Superpuchar Europy UEFA: 2010, 2012, 2018

### Reprezentacyjne
- Copa América: 2011

### Rekordy
- Najwięcej występów w historii reprezentacji Urugwaju: 159 meczów